# Шор-Шоре (Марказі)
Шор-Шоре (перс. شرشره) — село в Ірані, у дегестані Санґ-Сефід, у бахші Каре-Чай, шагрестані Хондаб остану Марказі. За даними перепису 2006 року, його населення становило 199 осіб, що проживали у складі 45 сімей.

## Клімат
Середня річна температура становить 9,60°C, середня максимальна – 27,95°C, а середня мінімальна – -12,29°C. Середня річна кількість опадів – 284 мм.
| Клімат поселення                              | Клімат поселення | Клімат поселення | Клімат поселення | Клімат поселення | Клімат поселення | Клімат поселення | Клімат поселення | Клімат поселення | Клімат поселення | Клімат поселення | Клімат поселення | Клімат поселення | Клімат поселення |
| Показник                                      | Січ.             | Лют.             | Бер.             | Квіт.            | Трав.            | Черв.            | Лип.             | Серп.            | Вер.             | Жовт.            | Лист.            | Груд.            |                  |
| Середній максимум, °C                         | 3,99             | 6,06             | 9,27             | 16,38            | 21,67            | 26,56            | 27,90            | 27,95            | 23,12            | 17,03            | 10,61            | 5,32             |                  |
| Середня температура, °C                       | −4,14            | −2,08            | 1,12             | 8,24             | 13,52            | 18,42            | 22,57            | 22,64            | 17,82            | 11,73            | 5,31             | 0,01             |                  |
| Середній мінімум, °C                          | −12,29           | −10,22           | −7,02            | 0,09             | 5,38             | 10,27            | 17,27            | 17,33            | 12,51            | 6,42             | −0,01            | −5,28            |                  |
| Норма опадів, мм                              | 41               | 36               | 53               | 41               | 38               | 8                | 1                | 1                | 0                | 6                | 24               | 35               |                  |
| Середньомісячна швидкість вітру, м/с          | 1.38             | 2.37             | 2.56             | 2.80             | 2.48             | 2.18             | 2.06             | 2.02             | 2.04             | 1.90             | 1.70             | 1.42             |                  |
| Середньомісячна сонячна радіація, кДж/м²·день | 9265             | 12292            | 14802            | 18196            | 22207            | 27023            | 26029            | 24162            | 21299            | 15722            | 11027            | 9024             |                  |
| --------------------------------------------- | ---------------- | ---------------- | ---------------- | ---------------- | ---------------- | ---------------- | ---------------- | ---------------- | ---------------- | ---------------- | ---------------- | ---------------- | ---------------- |
| Джерело:                                      |                  |                  |                  |                  |                  |                  |                  |                  |                  |                  |                  |                  |                  |